# Zakaria Sanogo
Zakaria Sanogo (ur. 11 listopada 1996 w Bobo-Dioulasso) – burkiński piłkarz grający na pozycji napastnika. Od 2019 jest zawodnikiem klubu Ararat-Armenia Erywań.

## Kariera klubowa
Swoją karierę piłkarską Sanogo rozpoczął w klubie ASF Bobo-Dioulasso, w którym w sezonie 2013/2014 zadebiutował w burkińskiej pierwszej lidze. W sezonie 2014/2015 był piłkarzem Rahimo FC.
Latem 2015 Sanogo przeszedł na rok na wypożyczenie do RC Strasbourg, w którym grał w rezerwach w piątej lidze francuskiej. W 2016 roku wypożyczono go do austriackiego klubu Wolfsberger AC. Swój debiut w nim zaliczył 17 września 2016 w zremisowanym 1:1 domowym meczu z SKN Sankt Pölten. Grał w nim przez rok.
Latem 2017 Sanogo wypożyczono do TSV Hartberg. Swój debiut w nim zanotował 21 lipca 2017 w wygranym 1:0 wyjazdowym meczu z WSG Swarovski Tirol. Na koniec sezonu 2017/2018 awansował z Hartbergiem z Erste Liga do Bundesligi. W Hartbergu spędził dwa lata.
W lipcu 2019 roku Sanogo został piłkarzem ormiańskiego Araratu-Armenia Erywań. Zadebiutował w nim 19 października 2019 w przegranym 1:2 wyjazdowym meczu z Alaszkertem Erywań i w debiucie strzelił gola. W sezonie 2019/2020 wywalczył z nim mistrzostwo Armenii.
| Sezon   | Klub                  | Kraj         | Rozgrywki        | Mecze | Gole |
| ------- | --------------------- | ------------ | ---------------- | ----- | ---- |
| 2013/14 | ASF Bobo-Dioulasso    | Burkina Faso | Superdivision    | ?     | ?    |
| 2014/15 | Rahimo FC             | Burkina Faso | II liga          | ?     | ?    |
| 2015/16 | RC Strasbourg B       | Francja      | CFA 2            | 19    | 7    |
| 2016/17 | Wolfsberger AC        | Austria      | Bundesliga       | 17    | 1    |
| 2017/18 | TSV Hartberg          | Austria      | Erste Liga       | 35    | 5    |
| 2018/19 | TSV Hartberg          | Austria      | Bundesliga       | 27    | 4    |
| 2019/20 | Ararat-Armenia Erywań | Armenia      | Barcragujn chumb | 24    | 3    |
| 2020/21 | Ararat-Armenia Erywań | Armenia      | Barcragujn chumb | 23    | 1    |

## Kariera reprezentacyjna
W reprezentacji Burkiny Faso Sanogo zadebiutował 14 listopada 2017 w wygranym 4:0 meczu eliminacji do MŚ 2018 z Republiką Zielonego Przylądka, rozegranym w Wagadugu. W 2022 roku został powołany do kadry na Puchar Narodów Afryki 2021. Wraz z Burkiną Faso zajął 4. miejsce na tym turnieju. Rozegrał na nim 5 meczów: grupowe z Kamerunem (1:2), z Republiką Zielonego Przylądka (1:0) i z Etiopią (1:1), w 1/8 finału z Gabonem (1:1, k. 7:6) i w półfinale z Senegalem (1:3).